# هلفيلة مخددة
هلفيلة مخددة (الاسم العلمي: Helvella costata) هي نوع من الفطريات يتبع جنس الهلفيلة من الفصيلة الهلفيلية.